# Bessède-de-Sault
Bessède-de-Sault – miejscowość i gmina we Francji, w regionie Oksytania, w departamencie Aude. Przez gminę przepływa rzeka Aude. 
Według danych na rok 1990 gminę zamieszkiwało 56 osób, a gęstość zaludnienia wynosiła 4 osoby/km² (wśród 1545 gmin Langwedocji-Roussillon Bessède-de-Sault plasuje się na 844. miejscu pod względem liczby ludności, natomiast pod względem powierzchni na miejscu 569.).